# Christian Wilhelm Bronisch

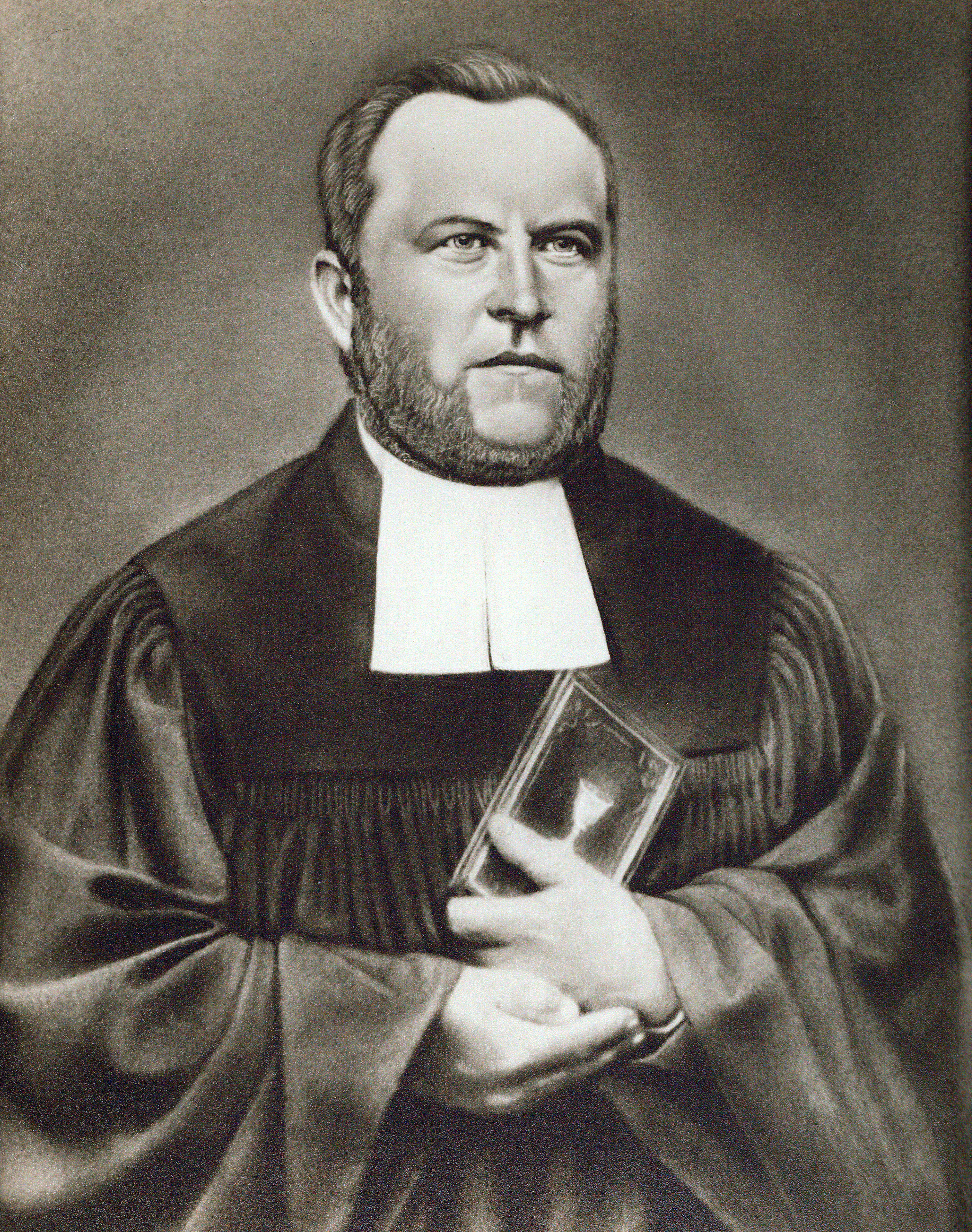
Christian Wilhelm Bronisch

Christian Wilhelm Bronisch, sorbisch Kito Wylem Broniš, (* 5. Dezember 1788 in Pritzen bei Calau; † 12. Dezember 1881 in Drebkau) war ein in der Niederlausitz tätiger sorbischer Pfarrer und Sprachwissenschaftler.

## Leben
Der Sohn eines Pfarrers besuchte das Gymnasium in Luckau, bevor er von 1808 bis 1811 in Leipzig Theologie studierte. Daran anschließend war er beim kurfürstlich-sächsischen Oberamts-Regierungsrat des Markgrafentums Niederlausitz, Erasmus Gottfried Bernhard Freiherr von Patow, als Hauslehrer in Lübben tätig. Von Patow war Rittergutsbesitzer u. a. auch von Groß-Mehßow. Als der dortige Pfarrer, Johannes Wilhelm Koethe, 1816 in Altdöbern die Pfarrstelle übernahm, wurde Bronisch noch im selben Jahr durch den Rittergutsbesitzer von Patow nach Groß-Mehßow berufen. Hier wirkte Bronisch zehn Jahre lang. Als sein Vater, Matthias Bronisch, 1825 starb, übernahm er 1826 die Pfarrstelle in seinem Geburtsort Pritzen, die er fast 50 Jahre lang betreute. Er schied 1874 in den Ruhestand, den er in Drebkau verlebte.
Bronisch gilt als einer der vielseitigsten Sorabisten des 19. Jahrhunderts. Seine Veröffentlichungen umfassen Forschungsergebnisse zur Onomastik sowie zur Volkskunde und Geschichte der Sorben in der Niederlausitz. Des Weiteren steuerte er zu Smolers Sammlung niedersorbischer Volkslieder bei. Mit Karl Benjamin Preusker stand er in brieflichem Kontakt. Für Groß-Mehßow hat er einen großen Dienst erwiesen, indem er sich mit der Geschichte des Ortes befasste und die erste Ortschronik schrieb.
Aufsätze veröffentlichte er auf Deutsch im Neuen Lausitzischen Magazin (NLM) der Oberlausitzischen Gesellschaft der Wissenschaften (deren Mitglied er seit 1844 war) sowie in den Jahrbüchern für slawische Literatur, Kunst und Wissenschaft und auf Sorbisch im Časopis Maćicy Serbskeje (ČMS) der Maćica Serbska.

## Werke
- P. Broniš: Die slavischen Familiennamen in der Niederlausitz. Schmaler & Pech, Bautzen 1867 (Digitalisat in der Google-Buchsuche).

Unselbständige Veröffentlichungen
- im Neuen Lausitzischen Magazin:

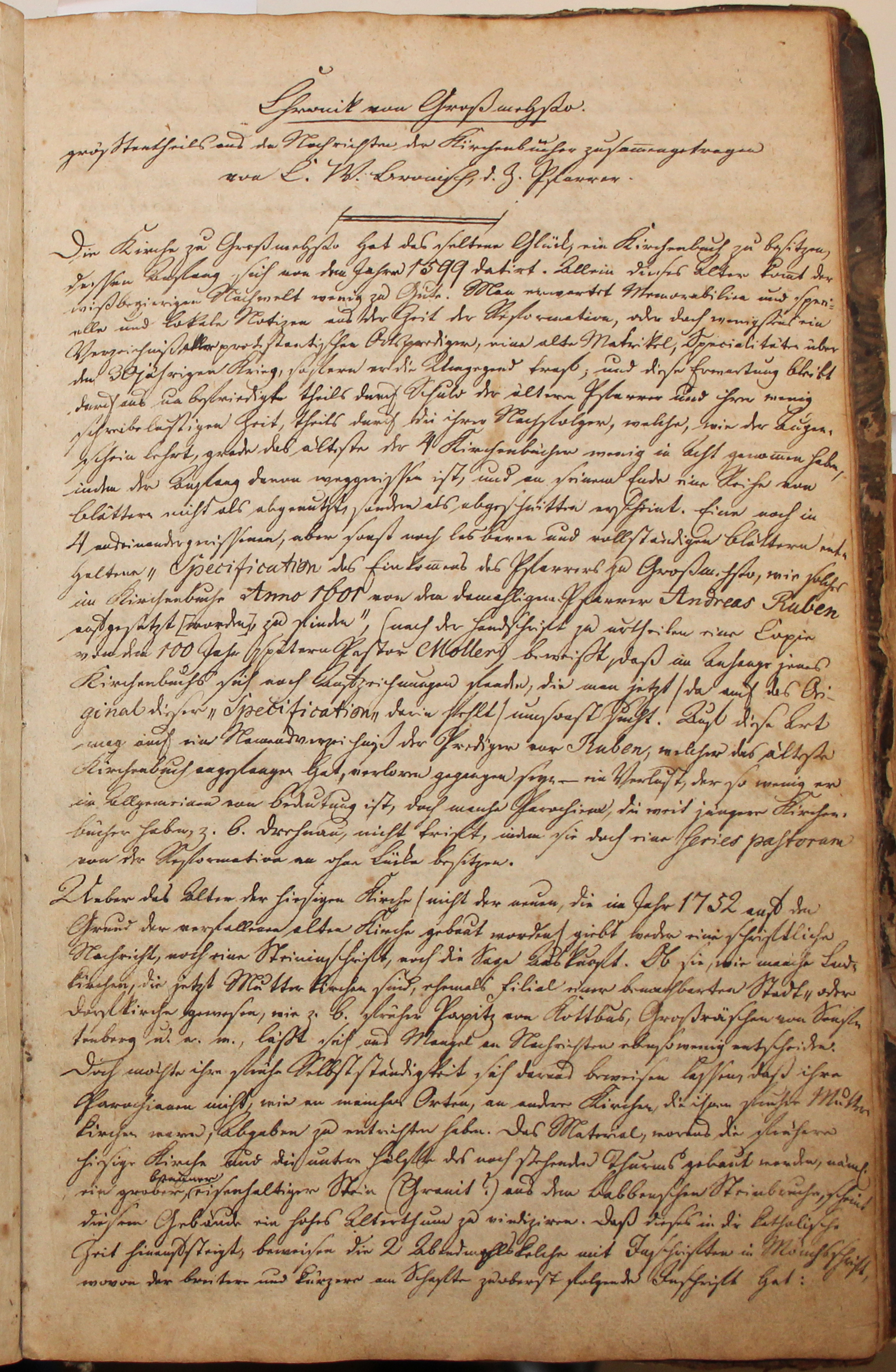
Christian Wilhelm Bronisch, Chronik von Großmehßo. Erste Seite der Niederschrift aus dem Kirchenbuch Groß-Mehßow.

  - Einiges über die Etymologie wendischer Ortsnamen. In: Band 17, 1839, S. 57–73 (Digitalisat).
  - Ueber die mannigfaltigen Formen und den sprachlichen Werth wendischer Ortsnamen. In: Band 20, 1842, S. 53–96 (Digitalisat).
  - Verdient die wendische Mundart in der Niederlausitz den Vorwurf des Barbarismus? In: Band 23, 1846, S. 241–285 (Digitalisat).
  - Grundzüge der deutschen Mundart, welche inmitten der sorbischen Bevölkerung und Sprache in der Niederlausitz und in den nördlichen Theilen der Oberlausitz gesprochen wird. In: Band 39, 1862, S. 108–195 (Digitalisat).
  - Der Groschkenberg bei Groß-Mehßow. Beiträge zur Geschichts- und Altertumskunde der Niederlausitz. Zweite Lieferung 1838.
- in den Jahrbüchern für slawische Literatur, Kunst und Wissenschaft
  - Mitteilungen aus einem alten Wörterbuch der niederlausitzisch-serbischen (wendischen) Mundart. In: Neue Folge Band 2, 1854, S. 331–344, 537–556.
- im Časopis Maćicy Serbskeje:
  - Delnjołužiske substantiva pluralia tantum. In: Band 15, 1862, S. 108–109 (Digitalisat in der Google-Buchsuche).
  - Delnjołužiske substantiva deminutiva, kiž wuznam primitivow přeměnjeja. In: Band 15, 1862, S. 109–111 (Digitalisat).